# 네덜란드령 카리브

네덜란드령 카리브
아루바
퀴라소
신트마르턴
카리브 네덜란드 (서쪽에서 동쪽으로 보네르섬, 사바섬, 신트외스타티위스섬)

네덜란드령 카리브의 깃발

네덜란드령 카리브의 문장

네덜란드령 카리브는 네덜란드 왕국이 보유한 카리브해의 섬들을 통칭하는 말이다.
1985년까지는 네덜란드령 안틸레스가 네덜란드령 카리브를 총괄했다. 1986년 1월 1일 아루바가 네덜란드령 안틸레스에서 이탈하면서 별개의 자치령이 되었다. 2010년 10월 10일 네덜란드령 안틸레스가 해체되면서 5개의 섬 가운데 신트마르턴, 퀴라소는 자치령이 되었고 남은 3개의 섬은 네덜란드 본국에 편입되어 카리브 네덜란드가 되었다.

## 분류
지리적으로는 위치에 따라, 행정적으로는 네덜란드 왕국의 구성국 여부에 따라 나뉜다.
- SSS 제도: 리워드 제도에 위치, 신트마르턴, 사바섬, 신트외스타티위스섬
- ABC 제도 : 리워드앤틸리스 제도에 위치, 아루바, 보네르섬, 퀴라소
- 카리브 네덜란드(BES 제도) : 네덜란드 본국의 일부
- CAS 제도(CAS-eilanden) : 아루바, 퀴라소, 신트마르턴. 네덜란드 왕국의 구성국